# Ul'kan
Ul'kan (in russo Улькан?) è un insediamento di tipo urbano della Russia, situato nell'Oblast' di Irkutsk.